# Stubbe – Von Fall zu Fall: Kein Tod ist wie der andere
Kein Tod ist wie der andere ist ein deutscher Fernsehfilm von Peter Wekwerth aus dem Jahr 1999. Es handelt sich um den fünfzehnten Filmbeitrag der ZDF-Kriminalfilmreihe Stubbe – Von Fall zu Fall mit Wolfgang Stumph in der Titelrolle.

## Handlung
Unternehmer und Familienvorstand Justus Moritz muss sich mit seinen Kindern auseinandersetzen, die noch nicht einmal bei der Beerdigung ihrer Mutter Frieden halten können. Zu unterschiedlich sind ihre Ansichten über die Führung des Geschäfts und der Verteilung der Erlöse daraus. Da jetzt noch ein Erbschaftsanspruch dazu kommt treten die Differenzen wieder an die Oberfläche, die Justus Moritz in seiner autoritären Art im Keim erstickt. Kurz darauf liegt er erschossen in seiner Villa. Kommissar Stubbe erhält von seinem Vorgesetzten die Anweisung sich des Falles seiner Wichtigkeit entsprechend anzunehmen, denn das Herrenbekleidungsgeschäft des Opfers, zählt zu den angesehensten der Stadt Hamburg. Stubbe ist bei den Ermittlungen zunächst auf sich gestellt, denn sein Kollege Bernd Zimmermann hatte sich krankgemeldet, erscheint dann aber unerwartet, um bei diesem Prominentenmord mitzuhelfen. Obwohl die Umstände nach Einbruch aussehen, muss Stubbe alle Möglichkeiten in Erwägung ziehen. Bei seinen Befragungen zu den genauen Todesumständen blocken die Familienangehörigen ab und geben sich sehr geschäftig. Sie beschweren sich auch sogleich beim Kriminalrat über die Art und Weise von Stubbes Befragungen, die sie als anmaßend erfinden. Gessner hat nun nicht anderes zu tun, als Stubbe den Fall zu entziehen und Zimmermann als Hauptermittler einzusetzen. Darüber ist Stubbe sehr verärgert und ermittelt aber heimlich trotzdem weiter. Von der Hausangestellten erfährt der Kommissar von den Zwistigkeiten innerhalb der Familie, die ihrerseits den Sohn der Haushälterin beschuldigt den angeblichen Einbruch begangen und dabei Moritz mit dessen eigener Waffe erschossen zu haben. Jan Rieken verbüßt derzeit zwar eine Haftstrafe in der JVA Fuhlsbüttel, war aber zur Tatzeit auf Freigang. Für Zimmermann steht somit der Täter fest, doch Stubbe ist wie so oft anderer Meinung. Nach seiner Recherche war Rieken zum Zeitpunkt des Mordes bei seiner Freundin. Als dies bekannt wird und Zimmermann sich seinen Irrtum eingestehen muss, zieht dieser Stubbe bei den Ermittlungen ein. Für Stubbe haben weiterhin Moritz Sohn und die Tochter der Familie sowie der Schwiegersohn das größte Tatmotiv. Alle drei haben kostspielige Hobbys und der Firma geht es finanziell sehr schlecht. Die hohe Lebensversicherung des Opfers kommt damit den dreien nur recht. Das überzeugt auch Zimmermann und so wollen sie die Alibis der drei überprüfen. Doch ehe es dazu kommt, wird Rafael Moritz erschossen aufgefunden. In einem Abschiedsbrief gesteht er den Mord an seinem Vater, den er im Streit um die Geschäftsnachfolge begangen hätte. Nun könne er mit dieser Schuld nicht mehr leben. Während für Zimmermann der Fall damit gelöst ist, hat Stubbe erneut Zweifel. Der Abschiedsbrief erscheint ihm nicht echt. Dagegen übergibt ihm nun die Haushälterin von Justus Moritz ein handschriftliches Schreiben von ihm, wonach ersichtlich ist, dass dieser Selbstmord begangen hat. Damit ist Stubbe klar, dass nur dessen Schwiegersohn Roland Hooge seinen Schwager umgebracht haben kann. Den Beweis dafür findet er auf einer Diskette. Hier hatte Hooge den angeblichen Abschiedsbrief von Rafael Moritz abgespeichert und dann auf dessen Computer überspielt. Da er seinen toten Schwiegervater gefunden hatte, konnte er die Pistole an sich nehmen und alles so arrangieren, dass es nach einem Einbruch aussah, damit die Lebensversicherung erhalten bleibt. Seinen Schwager hatte er dann im Streit um die Firma ausgeschaltet, da dieser mit dem von Hooge geplanten Verkauf der Traditionsfirma nicht einverstanden war. Zimmermann und Stubbe nehmen Hooge fest.

## Nebenhandlung
Carolines Selbstständigkeit gestaltet sich schwieriger, als erwartet. So ist sie für einen scheinbar sicheren Auftrag mit der Warenlieferung in Vorleistung gegangen und nachdem der Auftrag überraschend storniert wurde, bleibt sie auf den Kosten sitzen. Mit Zimmermanns Hilfe kann sie diesen Verlust zum Glück abwenden.

## Hintergrund
Der Film wurde in Hamburg und Umgebung gedreht und am 18. Dezember 1999 um 20:15 Uhr im ZDF erstausgestrahlt.

## Kritik
Die Kritiker der Fernsehzeitschrift TV Spielfilm äußerten sich kritisch: „Die Kabbeleien zwischen den Kommissaren sind amüsant, aber nicht neu. Gleiches gilt für das Drehbuch im bewährten Trott.“. Als Gesamtfazit zogen sie schließlich: „Klarer Fall: verlässlicher Alltagskrimi“; sie vergaben dem fünfzehnten Stubbe-Fall eine mittlere Wertung, indem sie mit dem Daumen zur Seite zeigten.